# 巴克德羅普嶺
78°21′S 163°18′E / 78.350°S 163.300°E
巴克德羅普嶺（英語：Backdrop Ridge）是南極洲的山嶺，位於維多利亞地的斯科特海岸，處於雷內加爾冰川北面，由新西蘭研究隊命名，現時由南極條約體系管理。